# Conus textile
Conus textile е вид охлюв от семейство Conidae. Видът не е застрашен от изчезване.

## Разпространение и местообитание
Разпространен е в Австралия (Ашмор и Картие, Западна Австралия, Коралови острови, Куинсланд и Северна територия), Американска Самоа (Суейнс), Бангладеш, Бахрейн, Британска индоокеанска територия (Чагос), Бруней, Вануату, Виетнам, Гуам, Джибути, Египет, Йемен, Източен Тимор, Индия (Андамански острови, Андхра Прадеш, Гоа, Гуджарат, Диу, Карнатака, Лакшадвип, Махаращра, Никобарски острови, Ориса, Пондичери и Тамил Наду), Индонезия (Бали, Калимантан, Малки Зондски острови, Малуку, Папуа, Сулавеси, Суматра и Ява), Иран, Камбоджа, Катар, Кения, Кирибати (Гилбъртови острови, Лайн и Феникс), Китай (Гуандун, Гуанси, Джъдзян, Дзянсу, Фудзиен и Хайнан), Кувейт, Мавриций, Мадагаскар, Малайзия (Западна Малайзия, Сабах и Саравак), Малдиви, Малки далечни острови на САЩ (Атол Джонстън, Лайн, Мидуей, Остров Бейкър, Уейк и Хауленд), Маршалови острови, Мианмар (Коко острови), Микронезия, Мозамбик, Науру, Ниуе, Нова Каледония, Обединени арабски емирства, Оман, Остров Рождество, Острови Кук (Кук и Манихики), Пакистан, Палау, Папуа Нова Гвинея (Бисмарк), Параселски острови, Провинции в КНР, Реюнион, Самоа, Саудитска Арабия, САЩ (Хавайски острови), Северни Мариански острови, Сейшели, Сингапур, Соломонови острови, Соломонови острови (Санта Крус), Сомалия, Острови Спратли, Судан, Тайван, Тайланд, Танзания, Токелау, Тонга, Тувалу, Уолис и Футуна, Фиджи, Филипини, Френска Полинезия (Австралски острови, Дружествени острови, Маркизки острови и Туамоту), Шри Ланка и Япония (Рюкю).
Обитава крайбрежията и пясъчните и скалисти дъна на океани, морета, лагуни и рифове. Среща се на дълбочина от 1,5 до 45,3 m, при температура на водата от 24,7 до 28,5 °C и соленост 33,7 – 35,4 ‰.